# 翰林軒
翰林軒（英語：University Heights）位於香港香港島堅尼地城蒲飛路23號。發展商為滙豐銀行及長江實業，原訂需於1994年建成，後延至1996年入伙。前身為滙豐銀行職員宿舍「滙華宿舍」，於1992年完成原址換地。

## 名稱

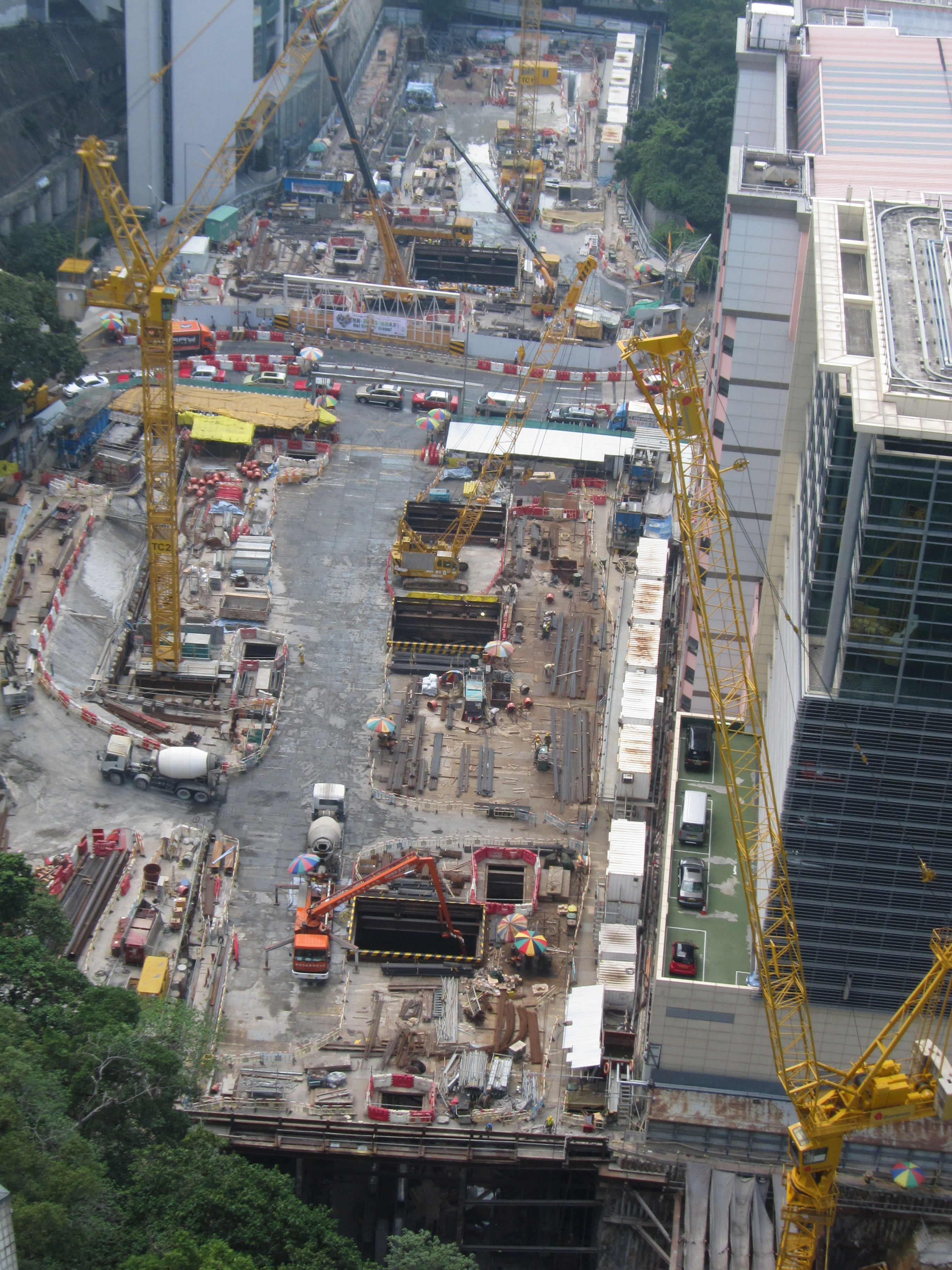
從翰林軒遠望，興建中的堅尼地城站近況（2012年10月）

翰林軒毗鄰薄扶林香港大學校園，所以有University Heights之稱，與旭龢道的大學閣英文同名。

## 鄰近
- 寶雅山
- 寶翠園
- 高逸華軒
- 學士臺
- 盈基花園
- 嘉輝花園
- 觀龍樓
- 舊堅尼地城泳池
- 羲皇臺
- 士美非路市政大廈

## 相集

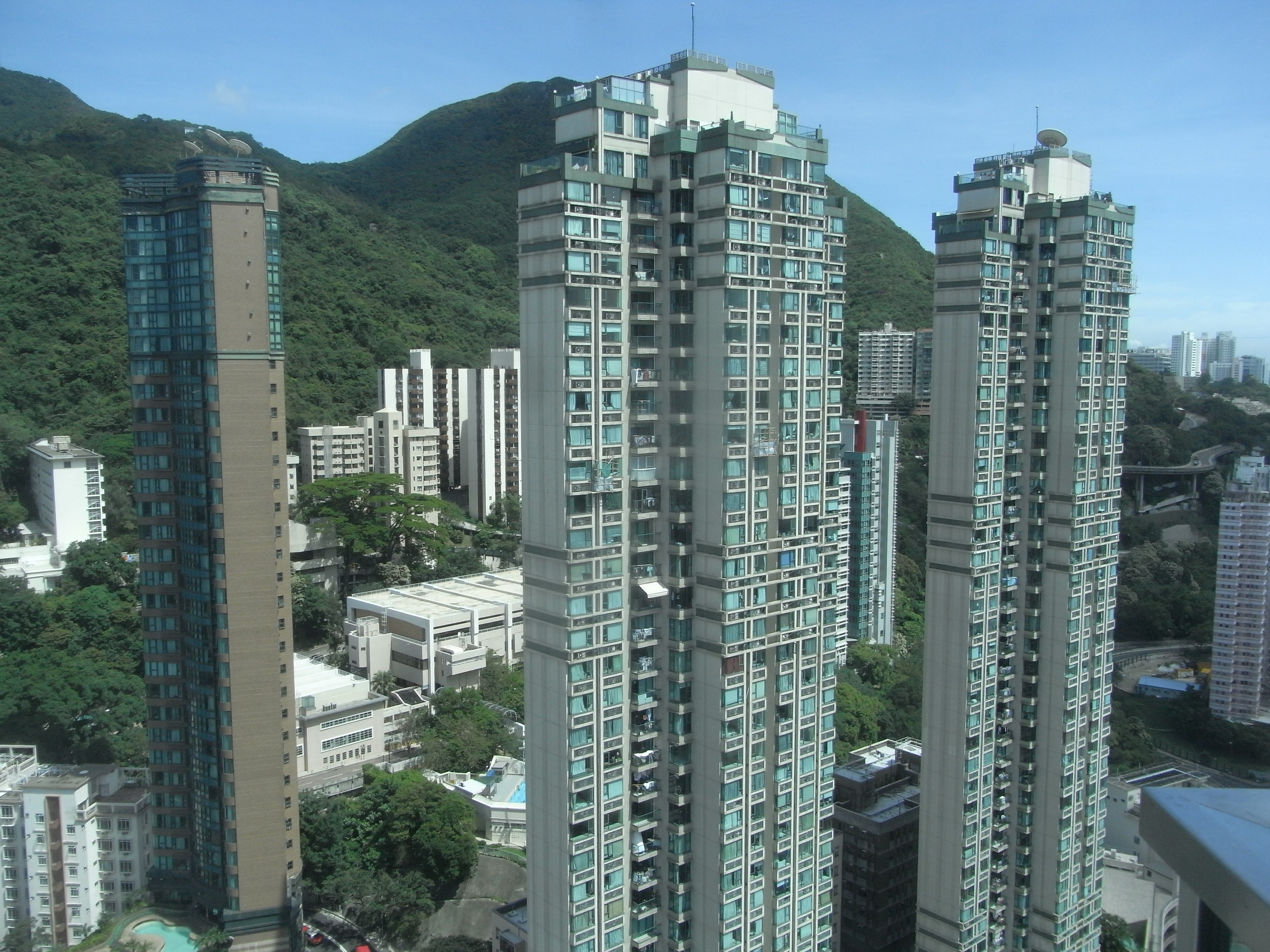
已建成之翰林軒外貌
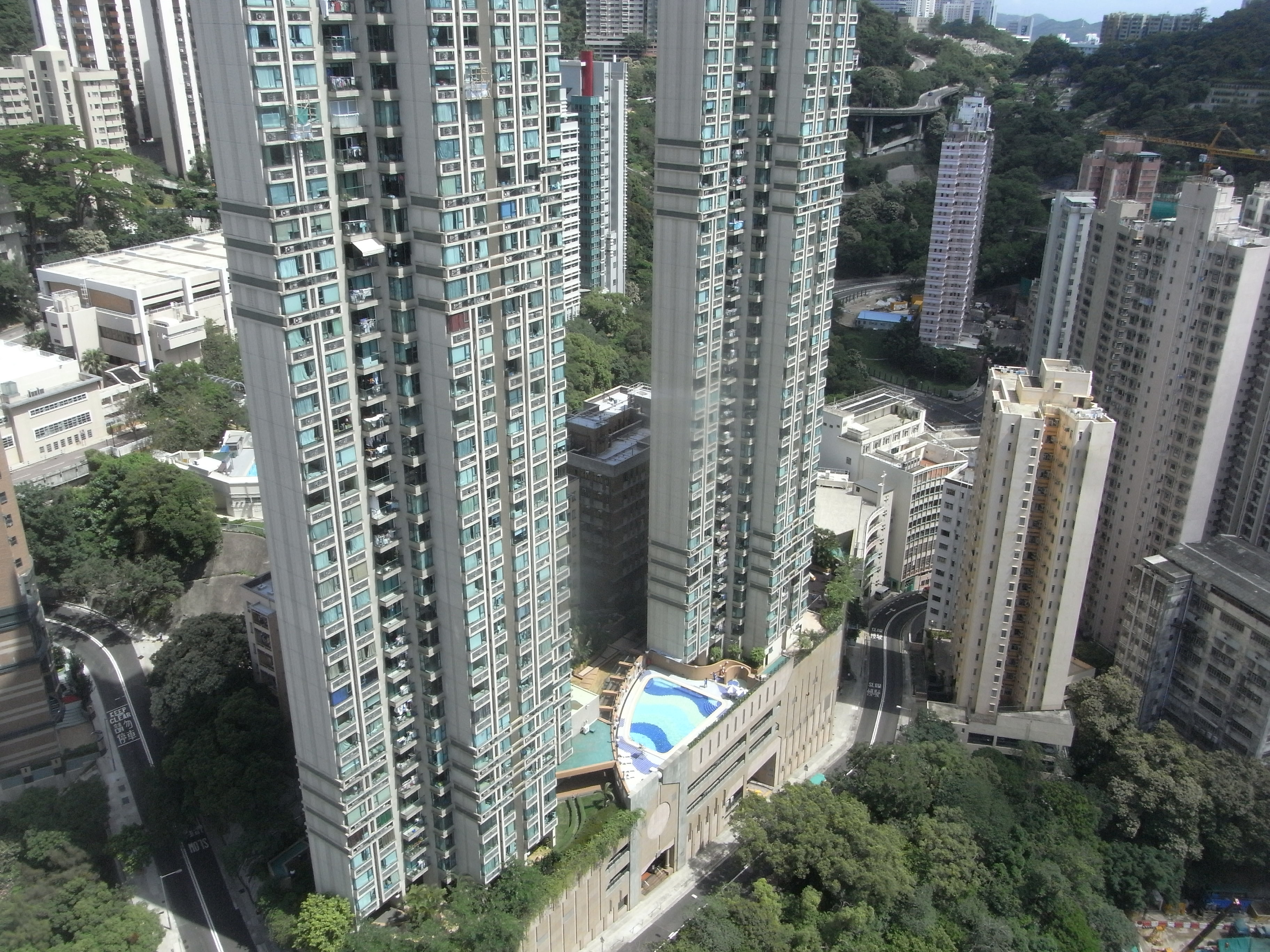
大廈平台住客會所附設泳池
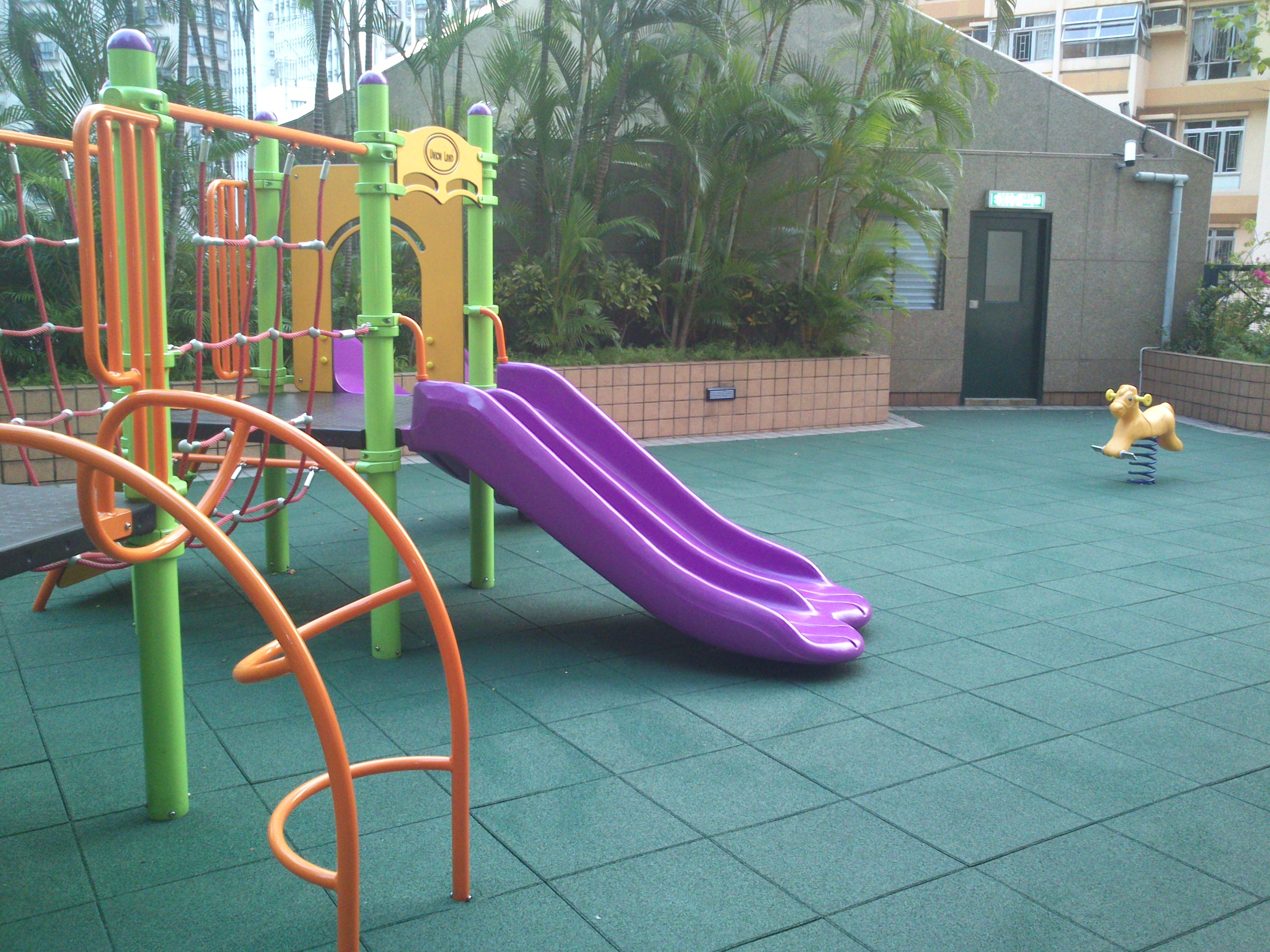
近年翻新後之兒童遊樂場

## 住客會所設施
- 游泳池（室外，每年開放時間為六月至十月），水力按摩池，兒童池，桑拿浴室，兒童遊樂場及休憩花園
- 穿梭巴士（至上環信德中心）

## 附近環境
翰林軒位於西半山，長者出入需依靠交通工具。住户若步行出外購物則多會利用蒲飛徑。鄰近多為小型或舊式商舖，大型商場則有西寶城。區內有街市（位於士美菲路街市），圖書館，室內運動場。
由於西港島綫堅尼地城站興建關係，舊堅尼地城泳池於2010年關閉，並由士美菲路搬往城西祥街北。附近舊樓亦因為港鐵站帶動而被收購重建（如寶雅山），令卑路乍街及士美非路一帶交通十分繁忙。一些舊式商舖因租金上升而被迫搬遷，取而代之是一些集團式經營的連銷店，無疑令區內居民少了選擇及百上加斤。車位缺乏亦是區內一大問題，翰林軒車位自2011年中成交已超過一百萬，月租亦超過三千。

## 外部連結
- 翰林軒討論區－非官方住戶網站

1. 1 2 3  . 滙豐銀行、長江實業. 1995: 封底.